# Slay the Princess
Slay the Princess es un juego de aventura de terror de 2023 desarrollado y distribuido por Black Tabby Games para los sistemas Microsoft Windows, Linux y macOS. Fue lanzado el 23 de octubre de 2023. El juego es conceptualmente un giro en el arquetipo de damisela en apuros; en lugar de salvar a la princesa, el objetivo es matarla.
Una versión expandida, subtitulada The Pristine Cut, fue lanzada el 24 de octubre de 2024 para consolas, junto a una actualización gratuita para las versiones existentes del juego. Los ports de consola son distribuidos por Serenity Forge.
Slay the Princess recibió aclamación de la crítica por su narrativa, arte, música y actuaciones de voz.

## Jugabilidad
Slay the Princess es una novela visual en donde el jugador avanza por medio de escenas dibujadas a mano desde la perspectiva del personaje del jugador. La principal interacción del jugador dentro del juego es elegir el diálogo o las opciones de acción. Cómo se desarrolle la historia dependerá de las elecciones del jugador y las respuestas de diálogo. Cuenta con una estructura de narrativa ramificada y en bucle. Cada ciclo se centra generalmente en la elección del jugador de salvar o matar a la princesa titular, y las acciones que lleven a cabo para dicho objetivo.
El ciclo inicial, o capítulo, de cada rama de la narrativa siempre es el mismo, y las decisiones hechas por el jugador afectarán a la narrativa, el diseño visual del próximo ciclo y la apariencia y personaje de la princesa, generalmente siguiendo la línea del horror lovecraftiano o el horror corporal. El jugador puede nuevamente intentar matar o salvar a la princesa en los ciclos posteriores. Las ramas de la narrativa podrán llegar a tener dos o más ciclos antes de que concluyan. Un narrador y otras voces con nombres podrán comentar e intentar influir las decisiones del jugador. El ciclo inicial cuenta únicamente con el narrador y la voz del héroe, con voces diferentes incorporadas en los ciclos siguientes dependiendo de la rama de la narrativa. Cinco ramas pueden ser completadas en una sola partida, con el juego regresando al ciclo inicial entre medio de ellas, pero el jugador tiene la restricción de no poder repetir una misma rama de la narrativa en una misma partida.

## Trama
Un héroe sin nombre aparece en un bosque y recibe la orden de un narrador fuera de cámara (Jonathan Sims) de matar a la princesa encarcelada dentro de un sótano de una cabaña en el bosque, quien él dice que terminará con el mundo si logra escapar. A partir de allí, el héroe podrá tomar varias decisiones, incluyendo seguir las instrucciones, intentar salvar a la princesa (Nichole Goodnight), o incluso rehusarse entrar a la cabaña. Si el héroe logra matar a la princesa exitosamente como se le pide, abandonará el sótano para descubrir que el mundo exterior ha desaparecido, lo que el narrador dice que es su recompensa. Si el héroe se niega a suicidarse, pasará la eternidad solo en la cabaña y el juego terminará. Cualquier desviación llevará inevitablemente a su muerte.
Luego de morir, el héroe se despertará nuevamente en el bosque en un mundo paralelo, y se le vuelve a encargar matar a la princesa. El héroe y la princesa comparten una existencia continua del universo anterior y recuerdan sus interacciones previas, mientras que la apariencia y comportamiento de la princesa habrán cambiado, dependiendo del último encuentro. El narrador del nuevo universo quedará consternado pero poco sorprendido al enterarse de la muerte previa del héroe. Luego de acciones adicionales del héroe, el mundo se convierte en un vacío llamado «largo silencio» (el mismo vacío visto en el «final bueno»), y la forma actual de la princesa es absorbida por una entidad amalgama que será identificada como el «montículo cambiante». Este montículo explica que el héroe es el único ser en el mundo a quien conoce, pero existen otros mundos a los cuales ella desea escapar. Le instruye al héroe que le traiga más formas de princesa para que ella absorba, para que así consiga nuevas perspectivas y se vuelva más completa.
El montículo le borrará la memoria al héroe y lo enviará de nuevo al comienzo de los ciclos. A pesar de no tener conocimiento de los ciclos anteriores, es incapaz de repetir exactamente sus acciones en las iteraciones pasadas, resultando en formas variadas de la princesa después de cada reinicio, al cual podrá ayudar o dañar. Cada «segundo» mundo contiene un espejo en la cabaña, cuya existencia será negada por el narrador, y desaparecerá cuando el héroe intente tocarlo. Además, el héroe será acompañado por varias voces internas separadas del narrador, y cada una proporcionará consejo conflictivo. El héroe regresará al largo silencio y el montículo cambiante en repetidas ocasiones, cada vez recobrando brevemente sus memorias.
Luego de que el héroe le haya traído al montículo varias formas de princesas, se encuentra nuevamente con el espejo y finalmente ve la forma verdadera del narrador de un ave humanoide antes de que el espejo se rompa. El narrador se identifica a sí mismo como un «eco» del ser que creó al protagonista y revela que el héroe es el largo silencio en sí y un dios naciente. El narrador explica que él fue una vez un mortal con miedo a la muerte que creó al héroe, la princesa, y la construcción de multiversos en donde se encuentran al separar a una entidad cósmica en dos. La princesa es el montículo, una entidad cósmica que personifica el cambio continuo, la destrucción y el renacimiento, y se basa en las percepciones de los demás acerca de ella. Matarla prevendría la muerte del universo y permitiría a sus habitantes vivir para siempre, pero también prevendría nueva vida y desarrollo. El narrador le suplica al largo silencio que mate a la princesa y muere cuando la construcción se rompe.
El montículo, ahora despierta como diosa, aparece y declara sus intenciones de destruir repetidas veces el universo y recrearlo, mientras que ella y el largo silencio gobiernen eternamente cada universo como dioses. Sin embargo, todavía puede ser vencida al encontrar y atacar a su «corazón», que se manifiesta como la princesa mortal en el sótano de la cabaña.
El juego tiene finales múltiples dependiendo de las decisiones del jugador. Estos finales incluyen al largo silencio aceptando el fin del universo y viendo el nacimiento de uno nuevo junto al montículo cambiante, matar a la princesa permanentemente para preservar al universo actual, el héroe y la princesa acordando olvidar todo y reiniciar la construcción para que se mantenga en bucle de forma indefinida, o que ambos rechacen mutuamente la divinidad abandonando la cabaña para enfrentarse a un futuro incierto juntos como amantes.

## Desarrollo
Slay the Princess fue desarrollado por Black Tabby Games, un estudio independiente canadiense consistiendo del matrimonio de Tony Howard-Arias y Abby Howard. El único juego previo del estudio fue Scarlet Hollow, un juego de terror episódico lanzado con acceso anticipado empezando en 2020. El desarrollo de Slay the Princess comenzó en mayo de 2022. En aquel entonces sintieron que Scarlet Hollow no había sido lo suficientemente exitoso para mantener al estudio por su cuenta por medio de un calendario de desarrollo proyectado de cinco años, y quisieron perseguir un segundo juego con menos recursos y un calendario de desarrollo más corto. El par se inspiró primero en un participante de game jam, Claim Your FREE BitBuddy™ Today!, el cual impresionó a Howard-Arias con la cantidad de «narración emotiva» presente en un juego pequeño. El par comenzó a discutir el concepto de una historia de terror limitada a unas pocas ubicaciones y un solo personaje en pantalla a la vez.
Una fuerte inspiración para el concepto de Slay the Princess fue una escena del episodio tres de Scarlet Hollow con nueve personajes diferentes teniendo una interacción compleja, lo que llevó a la idea de un personaje siendo múltiples personajes diferentes en diferentes momentos. El concepto inicial era del personaje del jugador siendo encargado a matar a una persona aparentemente inocente que es supuestamente peligrosa para dejarla vivir, y cambiará de forma a lo que sea que el espectador espere que sea. Howard después sugirió «Save the Princess» como nombre, y, tras enterarse de que «Slay the Princess» estaba disponible como título, el nombre fue tomado como concepto central.
La pareja iteró rápidamente en el concepto, con el juego anunciado junto con una demo inicial en julio de 2022. En las dos semanas posteriores al anuncio, el título fue agregado a 25.000 listas de deseados en la página de Steam. Todas las ilustraciones para la demo fueron hechas en una semana. El par trabajó en el juego durante los lapsos en la producción de los episodios de Scarlet Hollow durante los siguientes quince meses, comenzando el trabajo a tiempo completo en febrero de 2023. Estiman que Howard trabajó el equivalente a tres meses en el juego durante el periodo de tiempo, mientras que Howard-Arias trabajó siete a nueve meses.
En un principio, se escogió el estilo de dibujo a lápiz de Howard para ahorrar tiempo en lugar del estilo más elaborado de Scarlet Hollow, pero lo mantuvieron, ya que sintieron que coincidía con la «estética de ensueño en constante cambio» del juego. Las voces en la cabeza del personaje del jugador se inspiraron en Disco Elysium como una forma de dirigir qué siente el jugador por la princesa o la situación, para que los cambios en el próximo ciclo se alinearan con aquellas emociones. La actuación de voz es proporcionada por Jonathan Sims y Nichole Goodnight. Los desarrolladores quisieron añadir actuación de voz a todo el diálogo en el juego, ya que el tamaño del guion en Scarlet Hollow había sido restrictivo. Goodnight fue elegida para la princesa gracias a una transmisión de caridad que ella había hecho, donde jugó a Scarlet Hollow dándole voz a todas las líneas de los personajes, mientras que Sims fue elegido para el narrador y las voces internas, ya que eran fanes de su trabajo en The Magnus Archives.
La demo inicial, lanzada en 2022, tuvo seis variaciones de la princesa, la cual fue expandida a diez en una segunda demo para encapsular mejor las decisiones posibles; por ejemplo, la misma versión de la princesa puede ser alcanzada intentando salvarla sin importar si el jugador llevaba la daga o no, aunque cambiará en tono y diálogo. Una segunda demo fue lanzada en marzo de 2023 para la convención PAX East, donde varios medios de comunicación lo destacaron entre los mejores del evento. PAX East incluyó a Slay the Princess dentro de los diez finalistas de su Rising Showcase.
El 6 de septiembre, Black Tabby Games participó en la Feardemic's Fear Fest, debutando un nuevo tráiler anunciando una fecha de lanzamiento para el 20 de octubre de 2023. Sin embargo, debido a problemas de último minuto con la certificación de Steam del juego, fue atrasado un par de días. El juego fue lanzado para Windows, macOS y Linux el 23 de octubre de 2023.
El 16 de diciembre de 2023, Black Tabby Games anunció que una versión expandida del juego, llamada The Pristine Cut, sería lanzada en 2024. La expansión añade capítulos nuevos al juego, expande algunos capítulos existentes, al igual que otras incorporaciones como una galería interactiva y subtítulos a multiples idiomas, entre ellos el español. El parche estará disponible sin cargo, y el precio del juego completo no cambiará. Una versión intermedia, The End of Everything, fue lanzada el 25 de marzo, incluyendo los cambios pequeños al final y actualizaciones a la música para usar una orquesta en vivo en las pistas. Se planeó aliviar preocupaciones de los potenciales jugadores de esperar por The Pristine Cut para ver la última versión del final. Se revelaron más detalles acerca de The Pristine Cut en el show Future of Play como parte de la Summer Game Fest 2024, incluyendo las noticias de que llegaría en otoño de 2024 y que sería localizado a otros diez idiomas. Además, los ports de consola fueron anunciados para la misma ventana de lanzamiento, incluyendo ediciones limitadas estándar y de coleccionista para Nintendo Switch y PlayStation 5. Los ports de consola son distribuidos por Serenity Forge.

## Personajes principales
Princesa: Es la protagonista femenina del juego y está encerrada en el sótano de una cabaña. Puede ser percibida tanto como una adversaria como un interés amoroso. La Princesa es un recipiente de The Shifting Mound, lo que significa que su personalidad y características cambian según cómo el jugador se acerque a ella.
Jugador: Es el personaje principal cuya misión es matar a la Princesa. De lo contrario, si la Princesa escapa, el mundo y todos en él serán destruidos. El jugador debe determinar el destino de la Princesa, del mundo y de sí mismo.
Gris: Es una variación de la Princesa que se puede encontrar en el Capítulo III: Gris. Su forma anterior aparece como un espíritu y está asociada con Voices of the Cold. También puede estar vinculada con Voice of the Smitten o Skeptic.
Rival: Es una variación de la Princesa que se puede encontrar en el Capítulo II: Rival. Adopta una forma más dracónica y puede convertirse en The Eye of the Needle o The Fury dependiendo de las acciones del jugador. Está asociada con Voice of the Stubborn.
Espina: Es una variación de la Princesa que se puede encontrar en el Capítulo III: Espina. Está rodeada de enredaderas espinosas que también la atan. Espina puede ser el resultado de The Witch. Está asociada con Voices of the Opportunist y Smitten o Cheated.
Ojo de la Aguja: Es una variación de la Princesa que se puede encontrar en el Capítulo III: Ojo de la Aguja. Sus características demoníacas son más pronunciadas. Está asociada con Voice of the Stubborn y The Hunted.
Salvaje: Es una variación de la Princesa (y del jugador) que se puede encontrar en el Capítulo III: Salvaje. Se ha fusionado con el jugador y se ha convertido en parte del entorno. Puede ser el resultado de The Witch o The Beast.
Bruja: Es una variación de la Princesa que se puede encontrar en el Capítulo II: Bruja. Es una versión más felina y traicionera, parece más juguetona pero es poco confiable y desconfía del jugador. Dependiendo de las acciones del jugador, puede convertirse en The Thorn o The Wild. Está asociada con Voice of the Opportunist.

## Recepción
Slay the Princess recibió «aclamación universal», según el sitio web agregador de reseñas Metacritic. 95% de los críticos recomiendan el juego en OpenCritic.
Escribiendo para Polygon, Cass Marshall elogió la narrativa ramificada y describió al juego como un «caramelo de Halloween».
Sims y Goodnight recibieron amplios elogios por sus actuaciones. Aaron Boehm de Bloody Disgusting escribió que «existen veces en las que solo el cambio de tono en la voz de Goodnight me provocó escalofríos, cuando el ambiente de la escena se tornaba macabro».

### Ventas
El 30 de noviembre de 2023, Black Tabby Games anunció que Slay the Princess había vendido 100.000 unidades. Para marzo de 2024, el juego ha vendido 200.000 unidades.

### Premios
Slay the Princess fue incluido en listas de los mejores juegos de 2023 compiladas por Kotaku, Inverse, The Gamer, GameSpot y Destructoid.